# Calvin Brainerd Cady

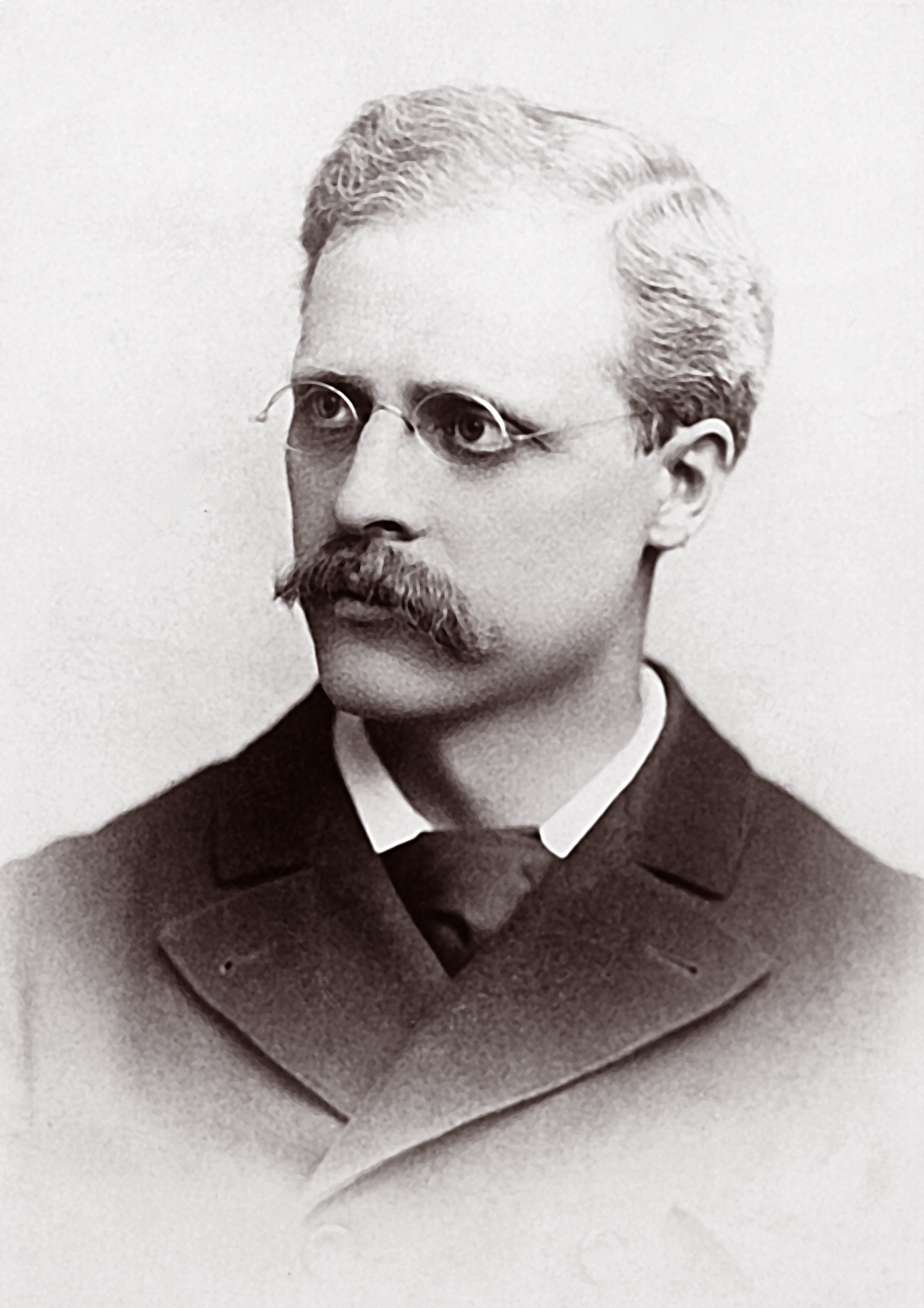
Calvin Brainerd Cady (1880)

Calvin Brainerd Cady (* 21. Juni 1851 in Barry/Illinois; † 29. Mai 1928 in Portland/Oregon) war ein US-amerikanischer Musikpädagoge.

## Leben und Wirken
Cady besuchte das Oberlin College und studierte von 1872 bis 1874 am Leipziger Konservatorium Orgel bei Robert Papperitz sowie Harmonielehre, Kontrapunkt und Klavier bei Ernst Friedrich Richter und Oscar Paul. Nachdem er bereits 1871–72 an Schulen in Oberlin Musik unterrichtet hatte, wirkte er nach seiner Rückkehr aus Leipzig von 1874 bis 1879 als Lehrer für Klavier und Harmonielehre am Oberlin College.
1880 wurde er Professor für Musik an der University of Michigan und etablierte dort die ersten Studiengänge für Musik mit Bachelor- und Masterabschluss in den USA. Von 1888 bis 1901 unterrichtete er am Chicago Conservatory (später Chicago College of Music) und gab privaten Unterricht in Boston (bis 1907). Er gab Musikvorlesungen am Teachers College der Columbia University (1907–10) und Pädagogikvorlesungen am Institute of Musical Art (Juilliard School) in New York. Von 1913 bis 1916 leitete er die Music Education School, eine Elementarschule für Jungen und Mädchen, danach wurde er Dekan an der Cornish School in Seattle.
1884 veröffentlichte er The New Students' Reference Work, zwischen 1902 und 1907 erschien sein dreibändiges Werk Music Education. Er fungierte als Herausgeber des Musical Yearbook (1884) und der New Music Review (1892–94) und schrieb Beiträge zur Encyclopedia of Education sowie für musik- und erziehungswissenschaftliche Zeitschriften.